# Eccoptomera promethei
Eccoptomera promethei är en tvåvingeart som beskrevs av Gorodkov 1966. Eccoptomera promethei ingår i släktet Eccoptomera och familjen myllflugor. Inga underarter finns listade i Catalogue of Life.